# Dicnemoloma pallidum
Dicnemoloma pallidum là một loài Rêu trong họ Dicranaceae. Loài này được (Hook.) Wijk & Margad. mô tả khoa học đầu tiên năm 1960.